# إبراهيم الرياحي
هو إبراهيم بن عبد القادر بن سيدي إبراهيم الطرابلسي المحمودي بن صالح بن علي بن سالم بن أبي القاسم الرياحي التونسي، ولد بتستور بتونس عام 1180 هـ، وأخذ العلم والمعرفة عن جماعة علماء وفقهاء تونس منهم : حمزة الجباص، وصالح الكواش، ومحمد الفاسي، وعمر بن قاسم المحجوب، وحسن الشريف، وأحمد بو خريص، وإسماعيل التميمي، والطاهر بن مسعود، وغيرهم.
أما الطريقة الأحمدية التجانية فقد أخذها أولا بتونس عن العارف بالله سيدي الحاج علي حرازم برادة الفاسي عام 1216 هـ. وبعدها بسنتين حدثت مسغبة ببلاد تونس، فرشح للذهاب للمغرب وملاقاة سلطانه قصد طلب المعونة، ولما جاء لمدينة فاس كان أول عمل قام به هو زيارة دار شيخه أبو العباس أحمد التيجاني، حيث رحب به وأكرمه غاية الإكرام، كما أجازه في طريقته الأحمدية، ولإبراهيم الرياحي العديد من الأجوبة والتقاييد العلمية المفيدة منها :
- مبرد الصوارم والأسنة في الرد على من أخرج الشيخ التجاني عن دائرة أهل السنة،
- وديوان شعر مرتب على الحروف الهجائية،
- ومنظومة في علم النحو،
- وحاشية على الفاكهاني،
- وغير ذلك من المصنفات الأخرى.

وكانت وفاته في 27 رمضان عام 1266 هـ بحاضرة تونس ودفن بها.
و يوجد ضريحه بالبلاد التونسية في نهج الباشا بتونس العاصمة في بيته الموجود في نهج سيدي إبراهيم الرياحي والذي سمي باسمه.

## الكتب التي كتبت عليه
- سيدي إبراهيم الرياحي المنارة الزيتونية في الطريقة التيجانية للمقدم التيجاني أحمد السائح الحسني الشريف